# Emmanuel de Saint-Priest

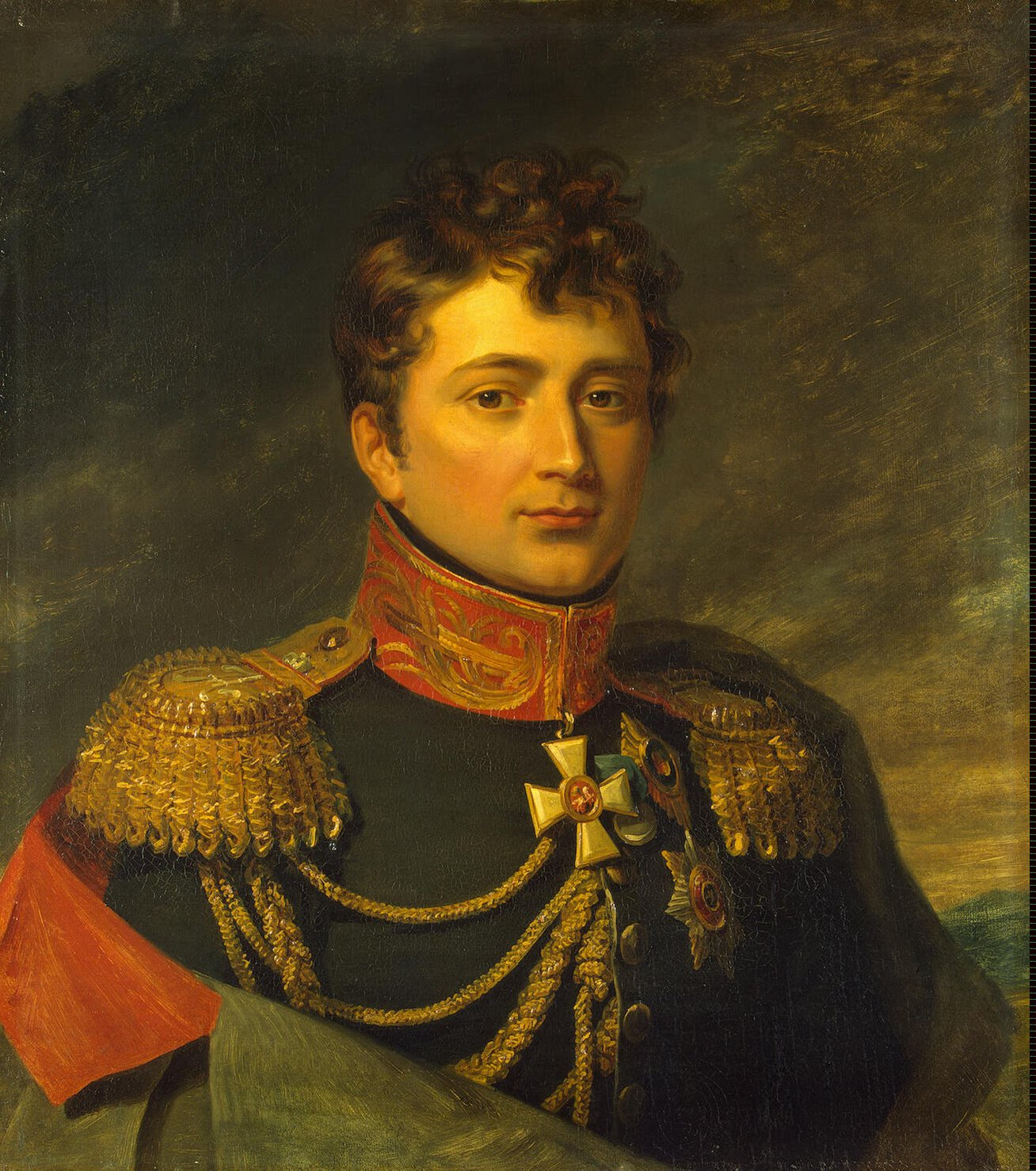
Guillaume-Emmanuel Guignard vicomte de Saint-Priest

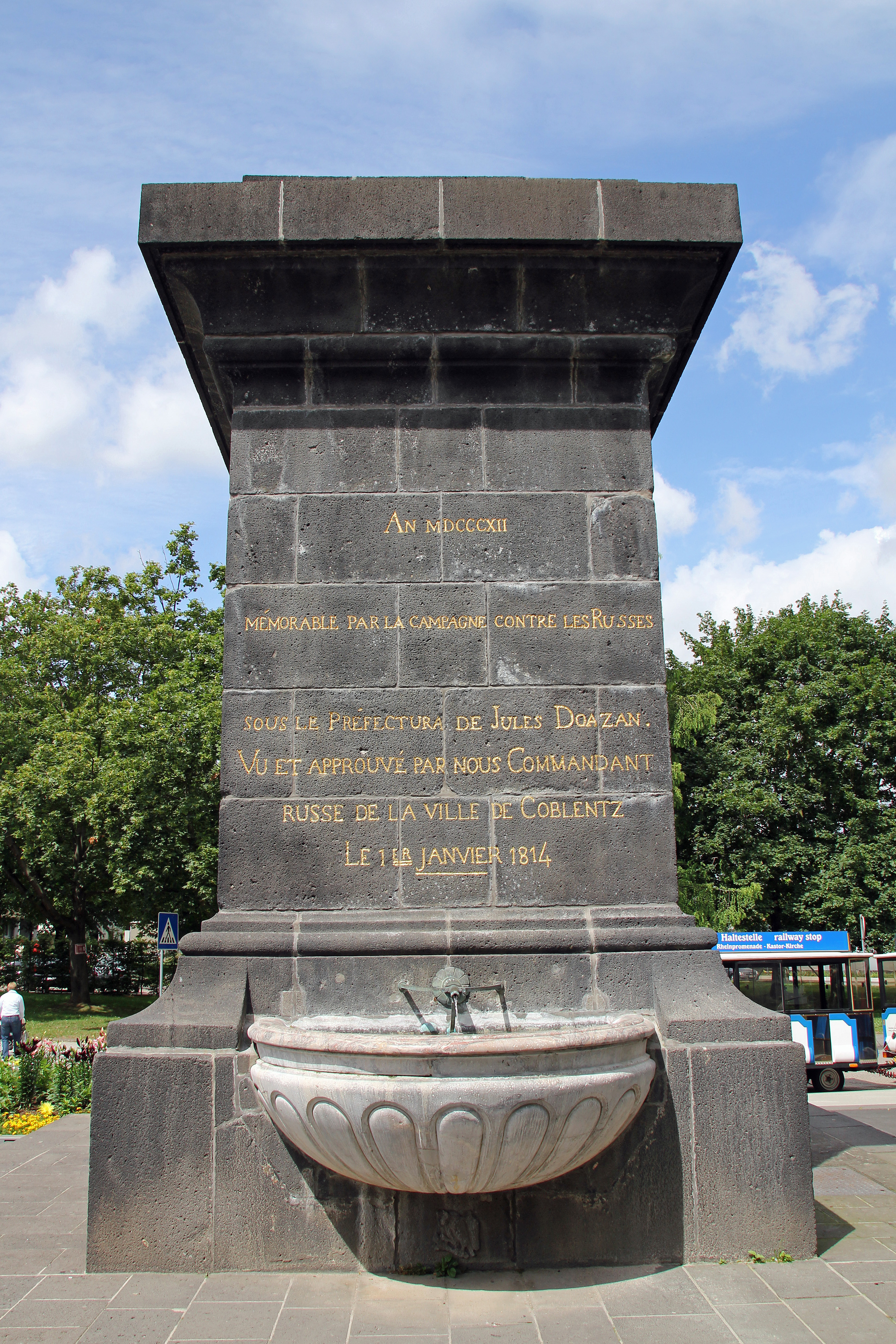
Het monument te Koblenz met het opschrift

Guillaume-Emmanuel Guignard vicomte de Saint-Priest (Russisch: Эммануил Францевич Сен-При; Emmanoeil Fransevitsj Sen-Pri) (Constantinopel, 4 maart 1776 - Laon, 29 maart 1814) was een Frans aristocraat die als generaal in het Russisch leger vocht tegen de Fransen.

## Royalisten
Hij werd geboren als de oudste zoon van graaf François Emmanuel Guignard de Saint-Priest toen die ambassadeur was bij het Ottomaanse Rijk. Zijn vader was ook de laatste minister van Lodewijk XV.

## Bannelingen
Het gezin moest uit Frankrijk uitwijken nadat ze bij Lodewijk XVI in ongenade vielen. Ook Napoleon weigerde hen de terugkeer.
Emmanuel studeerde aan de Universiteit van Heidelberg en nam dienst bij het Russisch leger.

## Austerlitz
Als commandant van het "Regiment Ieguerski", regiment jagers te paard vocht in de Slag bij Austerlitz. Hij werd zwaargewond in de Slag bij Eylau in 1807 en in de Russische veldtocht in 1812. Op 21 oktober werd hij luitenant-generaal. In 1813 vocht hij te Löbau en te Bischofswerda.

## Koblenz
In 1814 vocht hij te Koblenz en te Mayence. Toen hij Koblenz had ingenomen, zag hij het monument dat voorbarig opgetrokken was voor de veldtocht in Rusland die catastrofaal was afgelopen. Het opschrift luidde: "Jaar MDCCCXII/ Herinnering aan de veldtocht tegen de Russen/ Onder de prefectuur van Jules Doazan." Hij liet er bijbeitelen: "Gelezen en goedgekeurd door ons, Russische commandant van Koblenz, 1 januari 1814".

## Reims
Op 13 maart 1814 na de slag bij Reims werd hij zwaargewond aan zijn voet. Napoleon schreef op 14 maart in een brief aan zijn broer Jozef: "Ik kwam gisteren aan in Reims, dat door generaal St. Priest was bezet met drie Russische divisies en een nieuwe Pruisische divisie. Ik hernam de stad, en nam daarbij twintig kanonnen en een hoop bagage buit. Ik nam ook 5000 gevangenen. Generaal St. Priest is dodelijk gewond geraakt."
Zijn voet werd geamputeerd, maar hij stierf vijftien dagen later te Laon. Hij werd er begraven in de kathedraal van Laon. De royalisten richtten voor hem een monument op, maar dit werd vernield door de republikeinen.
- Gemeinsame Normdatei: 129025739
- Système universitaire de documentation: 192003704
- Virtual International Authority File: 33065391